# Astrocitoma
Els astrocitomes són uns tipus de tumor cerebral. S'originen en un tipus particular de cèl·lules glials en forma d'estrelles anomenades astròcits. Es caracteritzen pel creixement anòmal i desordenat del teixit glial del SNC que alimenta i dona suport a les neurones. Aquesta classe de tumors no sol difondre's fora del cervell, del cerebel o de la medul·la espinal i no sol afectar altres òrgans. Els astrocitomes són el glioma més comú i poden sorgir a la majoria de parts del cervell, i, ocasionalment, al tronc de l'encèfal o la medul·la espinal. Acostumen a manifestar-se amb convulsions, cefalàlgies i dèficits neurològics focals que varien segons la localització del tumor. Microscòpicament mostren una cel·lularitat augmentada, pleomorfisme i en molts casos canvis necròtics. Pel que fa a la seva aptitud per infiltrar el teixit circumdant, es diferencien dues classes d'astrocitomes, aquelles amb:
- Zones d'infiltració estretes (majoritàriament tumors no invasius; per exemple, astrocitoma pilocític,[10] astrocitoma de cèl·lules gegants subependimals, xantoastrocitoma pleomòrfic), que sovint s'identifiquen clarament en les proves diagnòstiques d'imatge mèdica.
- Zones d'infiltració difuses (per exemple, astrocitoma d'alt grau,[11] astrocitoma anaplàstic,[12] glioblastoma),[13] que comparteixen diverses característiques, incloent la capacitat de sorgir en qualsevol lloc del sistema nerviós central (SNC), però amb preferència pels hemisferis cerebrals; solen aparèixer en adults i tenen una tendència intrínseca a progressar fins a graus més avançats.[14] Els casos de metastatització sistèmica (formació de metàstasis fora del SNC) d'un glioblastoma són excepcionals[15] i tenen una prognosi a sis mesos molt dolenta.[16]

Les persones poden desenvolupar astrocitomes a qualsevol edat, fins i tot durant el període perinatal. Els astrocitomes de grau baix es troben més sovint en nens o adults joves, mentre que els de grau alt són més freqüents en adults. Els astrocitomes a la base del cervell són més habituals en els joves i representen aproximadament el 75 per cent dels tumors neuroepitelials. De vegades, l'epilèpsia és la seva primera manifestació. En alguns casos, estan associats a una neurofibromatosi tipus I. Rarament, creixen al con medul·lar, a la neurohipòfisi, a l'interior del sistema ventricular o dins de l'ull. Els astrocitomes a penes apareixen durant la gestació. El seu tractament és complex, ja que posa en perill la vida de la mare i del fetus. Els astrocitomes pilocítics són tumors amb baixa activitat mitòtica, vascularització profusa, ben delimitats, poca capacitat per formar metàstasis i que desplacen els teixits que els envolten. Acostumen a cursar amb mal de cap i atàxia i molts estan localitzats al quart ventricle. Inhabitualment, debuten amb una hemorràgia cerebel·losa espontània en un nen. Aquests astrocitomes en adults són menys prevalents i comporten un pitjor pronòstic que els pediàtrics. Són infreqüents els astrocitomes pilocítics de l'angle cerebel·lopontí i els del septe pel·lúcid. La malignització espontània d'un astrocitoma pilocític supratentorial, la similitud entre les metastàsis intramedul·lars espinals d'un carcinoma neuroendocrí de cèl·lules petites i un astrocitoma anaplàstic i la disseminació metastàsica leptomeníngica d'un astrocitoma pilocític intramedul·lar cervical en un adult són fenòmens molt inusuals. Els astrocitomes supratentorials poden ser causa d'acumulació de líquid cefalorraquidi dins del cervell, hipertensió intracranial i algunes vegades d'atacs epilèptics refractaris al tractament convencional. Els astrocitomes de vies òptiques són infreqüentment l'origen d'un retard ponderal en lactants. Han estat descrits molt pocs casos de formació d'un abscés cerebral associada a un astrocitoma de baix grau.

## Classificació
Dels nombrosos sistemes de classificació utilitzats per als tumors del sistema nerviós central, per a l'astrocitoma s'utilitza habitualment el sistema de classificació de l'Organització Mundial de la Salut (OMS). Establert el 1993 amb l'objectiu d'eliminar la confusió respecte als diagnòstics, el sistema de l'OMS va establir una guia de classificació histològica de quatre nivells que assigna una nota de l'1 al 4, amb un 1 pels menys agressius i un 4 pels més agressius.
| Grau de l'OMS | Astrocitomes                                                                             |
| ------------- | ---------------------------------------------------------------------------------------- |
| I             | - Astrocitoma pilocític - Astrocitoma de cèl·lules gegants subependimals - Subependimoma |
| II            | - Astrocitoma de baix grau - Xantoastrocitoma pleomòrfic - Oligoastrocitoma mixt         |
| III           | - Astrocitoma anaplàstic                                                                 |
| IV            | - Glioblastoma multiforme (GBM)                                                          |

Els oligoastrocitomes mixts contenen tant oligodendròcits (unes altres cèl·lules glials que formen la beina de mielina al voltant dels axons) com astròcits anormals. Amb freqüència presenten codeleccions cromosòmiques 1p/19q. Alguna vegada, les seves característiques radiològiques i la simptomatologia atípica que presenten poden suggerir l'existència d'una esclerosi múltiple i cal efectuar una biòpsia estereotàxica per diagnosticar-los correctament. En rares ocasions, apareixen en individus amb una síndrome de Noonan autosòmica dominant causada per una mutació en el gen LZTR1. L'astroblastoma és una neoplàsia maligna derivada d'una cèl·lula primitiva precursora de l'astròcit, l'astroblast. Des del punt de vista anatomopatològic es considera un tumor que ocupa una posició intermèdia entre el glioblastoma i l'astrocitoma anaplàstic.
L'any 2016, l'OMS va publicar una classificació actualitzada amb nous criteris biomoleculars i fenotípics referents a la progressió d'aquest grup de tumors. En l'edició corresponent a l'any 2021, l'agència sanitària afegí tres variants diagnòstiques d'astrocitoma difús de tipus adult basades en la presència de marcadors moleculars específics. El diagnòstic diferencial dels astrocitomes inclou la leucoencefalopatia multifocal progressiva, la gliosi retiniana massiva, la meningoencefalitis per herpes simple, el ganglioglioma cerebelós gegant, el meningioma, l'ependimoma (una neoplàsia del sistema nerviós central formada per cèl·lules ependimàries) anaplàstic quístic, l'ependimoblastoma maligne o el textiloma (un tipus de cos estrany iatrogènic) en alguna rara ocasió.

## Variants histopatolòqiques inusuals
- Lipoastrocitoma. Forma extremadament rara de l'astrocitoma de baix grau, caracteritzada per presentar un important component lipídic en les seves cèl·lules, que tenen un moderat pleomorfisme i en les quals s'observen múltiples vacúols greixosos coalescents tot i ser positives immunohistoquímicament a la proteïna glial fibril·lar àcida.[62] Quasi sempre afecta a nens o persones joves.[63] Excepcionalment, es desenvolupa al quart ventricle.[64] S'ha registrat la singular coexistència sincrònica en un mateix individu de d'un lipoastrocitoma i de dos tumors cerebrals diferents més.[65]
- Xantoastrocitoma pleomòrfic. És una variant molt poc comuna d'astrocitoma que té un creixement lent i no sol disseminar-se.[66] Es caracteritza per la formació de quists cerebrals ben circumscrits i de contingut líquid, amb major freqüència en el lòbul parietal. Té una forma histològica raríssima en la qual hi ha zones angiomatoses.[67] Generalment, el pronòstic dels xantoastrocitomes pleomòrfics és favorable, sent les convulsions epilèptiques el seu símptoma principal.[68] Només en comptats casos ha estat descrita la seva malignització.[69] El xantoastrocitoma pleomòrfic anaplàstic és difícil de distinguir del glioblastoma epitelioide, ja que ambdós tumors cerebrals comparteixen diverses característiques histopatològiques similars, però comparativament té un pronòstic clínic millor per la seva bona resposta al tractament radioteràpic.[70] S'origina rares vegades en el cerebel.[71]
- Astrocitoma de cèl·lules granulars. És un tipus infreqüent d'astrocitoma infiltrant de conducta clínica agressiva,[72] difícil diagnosi i mal pronòstic, que es diagnostica usualment en persones de mitjana edat o gent gran.[73] Conté una nombrosa població de cèl·lules astrocítiques PAS-positives amb un gran citoplasma granular, immersa en una matriu fibril·lar.[74] Mostra positivitat a les tincions immunohistoquímiques GFAP, S100, vimentina i ubiqüitina.[75] Ultraestructuralment, les seves cèl·lules són de citoplasma dens, vacuolades i amb alguns autofagosomes.[76] No és rara la presència en aquest tipus d'astrocitoma d'infiltrats inflamatoris i de cèl·lules tumorals semblants a macròfags carregats de lípids, fent que eventualment sigui difícil diferenciar-lo d'un infart cerebral.[77] El seu desenvolupament en el parènquima cerebel·lós és un fet insòlit i de nefastes conseqüències.[78] Els astrocitomes granulars primaris mixtos formats histològicament per àrees barrejades de cèl·lules gliomatoses i fibrosarcomatoses són molt poc comuns.[79]
- Astrocitoma pilomixoide.[80] Apareix per primera vegada en la quarta edició de la classificació dels tumors del SNC de l'OMS publicada l'any 2007,[81] com un subtipus d'astrocitoma pilocític dins del grup dels tumors d'origen astrocitari.[82] Té una conducta encara més agressiva que l'astrocitoma pilocític i sol estar localitzat a la regió hipotalàmica.[83] Poques vegades apareix al cerebel,[84] al tercer ventricle,[85] a la medul·la espinal,[86] al tronc encefàlic[87] o al lòbul temporal d'una persona adulta.[88] En ell s'aprecien cèl·lules monomorfes bipolars de disposició predominantment angiocèntrica sobre una matriu mixoide, absència de fibres de Rosenthal[89] escasses mitosis i molt pocs grànuls eosinofílics.[90] Es detecta sobretot durant l'edat pediàtrica,[91] amb algunes excepcions.[92] Es dissemina pel líquid cefalorraquidi amb major facilitat i el seu índex de recurrències és més alt que el clàssic astrocitoma pilocític.[93] En individus adults, pot cursar amb hemorràgies a la regió temporoparietal cerebral.[94] S'ha descrit algun rar cas fatal d'astrocitoma pilomixoide diencefàlic juvenil amb disseminació leptomeníngica.[95]
- Astrocitoma pilocític del nervi òptic. És un inhabitual astrocitoma de baix grau i creixement lent, poc invasiu i quasi sempre unilateral, que la majoria de vegades afecta nens i adolescents.[96] Té una taxa de supervivència a cinc anys del 95 per cent.[97] Segons sigui la seva extensió anatòmica intracranial, pot estar indicada la resecció quirúrgica completa del tumor.[98]
- Astrocitoma pleomòrfic hipotalàmic benigne. És un tumor raríssím. Tot i ser de naturalesa benigna, pot cursar amb alteracions recurrents de la consciéncia i hemorràgies intraventriculars.[99]
- Astrocitoma talàmic bilateral. Hi ha molt pocs casos descrits.[100] En la majoria d'ells l'exploració motora, sensorial i dels parells cranials del malalt és normal i el símptoma principal és un trastorn neurocognitiu frontotemporal.[101] Són rars els astrocitomes d'aquest tipus que debuten amb manifestacions atípiques, com ara moviments involuntaris del cap, agressivitat i atàxia.[102] És un un tumor que té un diagnòstic difícil i unes opcions terapèutiques limitades.[103] Afecta principalment a persones adultes i només un 25 per cent dels casos es diagnostiquen en nens menors de quinze anys.[104]
- Astrocitoma d'alt grau amb trets piloides. Es desenvolupa gairebé sempre en la fossa posterior cranial d'adults. Per regla general, el seu pronòstic no és bó.[105] Té una considerable prevalença en les persones que tenen neurofibromatosi tipus 1.[106]
- Astrocitoma desmoplàstic infantil. Un tipus d'astrocitoma de localització supratentorial molt poc freqüent, que es veu sobretot en nens de menys de 24 mesos i que acostuma a tenir un bon pronòstic.[107] És un tumor de creixement ràpid, que afecta en especial els lòbuls frontals i parietals, amb presència mixta de zones sòlides i quístiques en les imatges de ressonància magnètica[108] i associat a mutacions en el gen BRAF V600E.[109]
- Astrocitoma de cèl·lules grans retinià pediàtric. Afecta a nens amb esclerosi tuberosa.[110] És un tumor poc comú i força agressiu que sol fer necessària l'enucleació de l'ull.[111]
- Astrocitoma difús amb mutacions en els gens IDH.[112] Tipificació distintiva per determinats astrocitomes anaplàstics que tenen diferents alteracions en la metilació de l'ADN[113] i que es veuen freqüentment en homes joves. La seva taxa de supervivència és molt similar a la dels astrocitomes anaplàstics.[114] És un càncer format per una matriu fibroquística que conté un líquid mucinós, en el qual estan presents astròcits neoplàsics fibril·lars amb atípia nuclear moderada i baixa densitat cel·lular, sense evidència de mitosis o de proliferació microvascular tumoral.[115] Pot aparèixer en el tronc encefàlic i causar una dilatació dels ventricles laterals.[116] La presència en aquests astrocitomes d'una deleció homozigòtica en el gen CDKN2A és altament indicativa d'una evolució tumoral desfavorable.[117]
- Glioblastoma infantil. Comparat amb el dels adults, el glioblastoma pediàtric és un tumor bastant més rar.[118] Les principals diferències entre ells estan relacionades amb la genètica molecular i la major o menor resposta al tractament,[119] el qual inclou cirurgia, irradiació i quimioteràpia amb temozolomida. Ara per ara no hi ha cap fàrmac que, per si sol, sigui efectiu.[120] El seu pronòstic és dolent,[121] si bé els nens menors de cinc anys tenen una prognosi lleugerament millor que la dels més grans. Solen sorgir als lòbuls occipitals.[122]
- Glioblastoma cerebel·lós de cèl·lules petites. Les seves manifestacions clíniques apareixen de manera progressiva, però ràpida. La simptomatologia d'aquest infreqüent tipus de glioblastoma varia segons quina sigui la localització exacta del tumor en el cerebel. Té una taxa de supervivència en adults similar a la dels glioblastomes localitzats en altres regions de l'encèfal.[123] Si quan creix causa l'oclusió del tercer ventricle, pot cursar amb hipertensió intracranial i hidrocefàlia. Els glioblastomes cerebel·losos que es desenvolupen al tronc encefàlic presenten signes d'afectació dels parells cranials.[124]
- Glioblastoma de cèl·lules petites dels ganglis basals. És un tumor gairebé excepcional i possiblement infradiagnosticat. En diversos casos, s'ha observat la seva associació amb la infecció pel polyomavirus humà JC.[125]
- Glioblastoma primari de la medul·la espinal.[126] Els glioblastomes espinals primaris són molt rars (un 0,2 per cent de tots els casos de glioblastoma i un 1,5 per cent de tots els tumors espinals primaris). Es localitzen majoritàriament a la porció toràcica del raquis.[127] Malgrat ser tractats amb les opcions terapèutiques adequades, el temps estimat de supervivència dels malalts amb aquest tipus de tumor és d'entre 6 i 16 mesos.[128] En algunes ocasions mostren característiques clíniques, analítiques i radiològiques semblants a les d'una esquistosomosi del sistema nerviós i cal fer una biòpsia per descartar l'origen infecciós.[129] El seu creixement és una causa gairebé insòlita de paraplegia per compressió medul·lar.[130]
- Glioblastoma multiforme congènit infratentorial. El glioblastoma congènit representa només un 3 per cent de tots els tumors congènits del SNC.[131] Els infratentorials (ubicats a la zona posteroinferior de la base del crani) són una raresa.[132]